# モクマオウ科

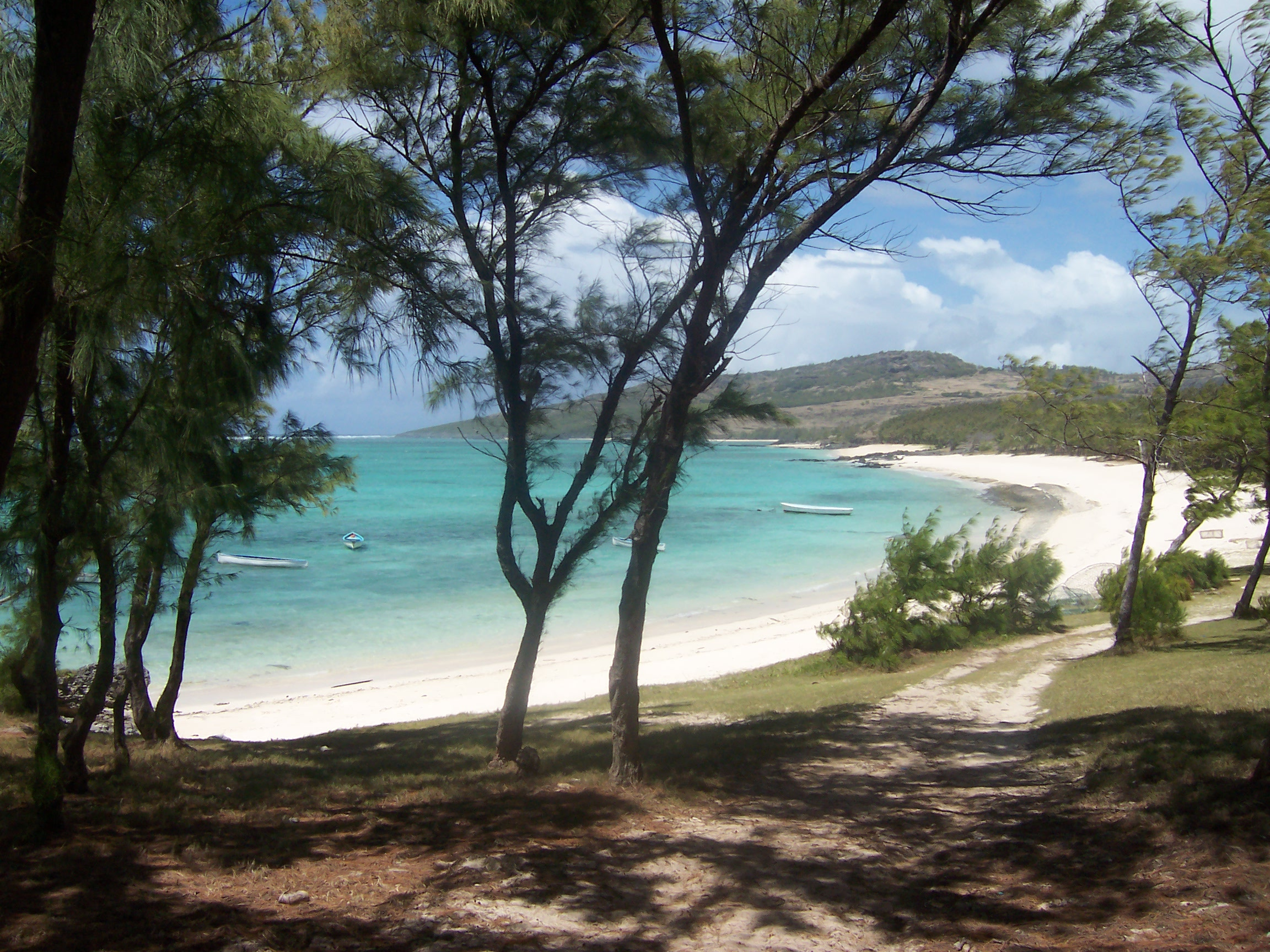
ロドリゲス島の海岸の

モクマオウ科（モクマオウか、木麻黄、学名：Casuarinaceae）は被子植物の科の1つ。モクマオウなど、およそ65種が含まれるが、属の数は1属から4属まで研究者によって異なる。熱帯の砂浜で「マツ」と間違われる植林は、モクマオウの場合がある。マツとは類縁は薄い。

## 特徴
乾燥に適応し、海岸や乾燥地に多い。根にはフランキア属の放線菌が共生し窒素固定している。葉は鱗片状で輪生し、トクサ類のようにも見える。花は単性。雌花は無花被で苞に囲まれ、花序は球果状になる。雄花も痕跡的な花被と雄蕊各1個しかなく、花序は尾状。

## 分布
オーストラリア、マレーシア、ニューカレドニア、フィジー、マスカレン諸島に分布する。日本には元来自生しないが、南西諸島、小笠原諸島に導入されたものが野生化している。

## 分類体系
モクマオウ科は特異な形態のために、一目一科の単型目であるモクマオウ目として扱われることがこれまで多かった。現代のAPG植物分類体系ではブナ目に入れられる。

### クロンキスト体系
クロンキスト体系ではマンサク亜綱に属する単型目モクマオウ目の科である。
- モクレン綱（被子植物） Magnoliopsida
  - マンサク亜綱 subclass Dilleniidae
    - モクマオウ目 order casuarinales
      - モクマオウ科 family Casuarinaceae

### 新エングラー体系
単純な花の形態を原始的なものと解釈して、被子植物の配列の先頭に置いた。単型目であるモクマオウ目の科である。
- 双子葉植物綱 class Dicotyledoneae
  - 古生花被植物亜綱（≒離弁花類）subclass Archichlamydeae
    - モクマオウ目 order Casuarinales
      - モクマオウ科 family Casuarinaceae

### APG分類体系
APG植物分類体系ではブナ科、ヤマモモ科などと並んでブナ目を構成する科である。
- 真正双子葉植物 Eudicots
  - バラ類 Rosids
    - 真正バラ類I Eurosids I
      - ブナ目 Fagales
        - モクマオウ科 family Casuarinaceae

## 下位分類
属は4属を認めることが多いが、 モクマオウ属 Casuarina の1属と扱う研究もある。
- Allocasuarina
- モクマオウ属 Casuarina
- Ceuthostoma
- Gymnostoma